# Inglaterra en la Copa Mundial de Fútbol de 2022
La selección de Inglaterra fue uno de los treinta y dos equipos participantes en la Copa Mundial de Fútbol de 2022, torneo que se lleva a cabo del 20 de noviembre al 18 de diciembre en Catar.
Fue la decimosexta participación de Inglaterra, formó parte del Grupo B, junto a Estados Unidos, Irán y Gales. En los octavos de final derrotó a Senegal, cayó eliminado por Francia en la ronda de cuartos de final.

## Clasificación
La selección de Inglaterra inició su camino al mundial desde la primera ronda de la clasificación europea. Debido a la pandemia de covid-19 en 2020 no se disputó ningún partido, comenzó en marzo de 2021 con los encuentros correspondientes a la fase de grupos. Al terminar en el primer lugar del Grupo I clasificó de manera directa a la Copa Mundial.

### Tabla de posiciones
| Selección  | Pts. | PJ | PG | PE | PP | GF | GC | Dif |
| ---------- | ---- | -- | -- | -- | -- | -- | -- | --- |
| Inglaterra | 26   | 10 | 8  | 2  | 0  | 39 | 3  | 36  |
| Polonia    | 20   | 10 | 6  | 2  | 2  | 30 | 11 | 19  |
| Albania    | 18   | 10 | 6  | 0  | 4  | 12 | 12 | 0   |
| Hungría    | 17   | 10 | 5  | 2  | 3  | 19 | 13 | 6   |
| Andorra    | 6    | 10 | 2  | 0  | 8  | 8  | 24 | –16 |
| San Marino | 0    | 10 | 0  | 0  | 10 | 1  | 46 | –45 |

|  | Clasificado a la Copa Mundial. |
|  | Clasificado a los play-offs.   |

### Partidos
| Fecha                   | Lugar            | Jornada                  | Local      | Resultado  | Visitante  |
| ----------------------- | ---------------- | ------------------------ | ---------- | ---------- | ---------- |
| 25 de marzo de 2021     | Londres          | Primera ronda - Fecha 1  | Inglaterra | 5:0 (3:0)  | San Marino |
| 28 de marzo de 2021     | Tirana           | Primera ronda - Fecha 2  | Albania    | 0:2 (0:1)  | Inglaterra |
| 31 de marzo de 2021     | Londres          | Primera ronda - Fecha 3  | Inglaterra | 2:1 (1:0)  | Polonia    |
| 2 de septiembre de 2021 | Budapest         | Primera ronda - Fecha 4  | Hungría    | 0:4 (0:0)  | Inglaterra |
| 5 de septiembre de 2021 | Londres          | Primera ronda - Fecha 5  | Inglaterra | 4:0 (1:0)  | Andorra    |
| 8 de septiembre de 2021 | Varsovia         | Primera ronda - Fecha 6  | Polonia    | 1:1 (0:0)  | Inglaterra |
| 9 de octubre de 2021    | Andorra la Vieja | Primera ronda - Fecha 7  | Andorra    | 0:5 (0:2)  | Inglaterra |
| 12 de octubre de 2021   | Londres          | Primera ronda - Fecha 8  | Inglaterra | 1:1 (1:1)  | Hungría    |
| 12 de noviembre de 2021 | Londres          | Primera ronda - Fecha 9  | Inglaterra | 5:0 (5:0)  | Albania    |
| 15 de noviembre de 2021 | Serravalle       | Primera ronda - Fecha 10 | San Marino | 0:10 (0:6) | Inglaterra |

## Preparación

### Amistosos previos
| 26 de marzo de 2022 | Inglaterra                     | 2:1 (1:1) | Suiza        | Wembley, Londres                                           |                                                            |
| 18:30 (UTC+1)       | - Shaw 45+1' - Kane 78' (pen.) | Reporte   | - Embolo 22' | Asistencia: 78 881 espectadores Árbitro(s): Andreas Ekberg | Asistencia: 78 881 espectadores Árbitro(s): Andreas Ekberg |

| 29 de marzo de 2022 | Inglaterra                                 | 3:0 (2:0) | Costa de Marfil | Wembley, Londres                                            |                                                             |
| 19:45 (UTC+1)       | - Watkins 30' - Sterling 45' - Mings 90+3' | Reporte   |                 | Asistencia: 73 405 espectadores Árbitro(s): Erik Lambrechts | Asistencia: 73 405 espectadores Árbitro(s): Erik Lambrechts |

### Partidos oficiales
| 4 de junio de 2022 | Hungría                 | 1:0 (0:0) | Inglaterra | Puskás Aréna, Budapest                                                    |                                                                           |
| 18:00 (UTC+2) | - Szoboszlai 66' (pen.) | Reporte   |            | Asistencia: 26 935 espectadores Árbitro(s): Artur Dias VAR: Tiago Martins | Asistencia: 26 935 espectadores Árbitro(s): Artur Dias VAR: Tiago Martins |
| El partido se jugó a puerta cerrada, debido a las sanciones de la UEFA contra la MLSZ por los comportamientos de sus hinchas en los partidos de la Eurocopa 2020. |                         |           |            |                                                                           |                                                                           |

| 7 de junio de 2022 | Alemania      | 1:1 (0:0) | Inglaterra        | Allianz Arena, Múnich                                                              |                                                                                    |
| 20:45 (UTC+2)      | - Hofmann 50' | Reporte   | - Kane 88' (pen.) | Asistencia: 66 289 espectadores Árbitro(s): Del Cerro Grande VAR: Martínez Munuera | Asistencia: 66 289 espectadores Árbitro(s): Del Cerro Grande VAR: Martínez Munuera |

| 11 de junio de 2022 | Inglaterra | 0:0     | Italia | Molineux Stadium, Wolverhampton                                                    |                                                                                    |
| 20:45 (UTC+2) |            | Reporte |        | Asistencia: 1782 espectadores Árbitro(s): Szymon Marciniak VAR: Tomasz Kwiatkowski | Asistencia: 1782 espectadores Árbitro(s): Szymon Marciniak VAR: Tomasz Kwiatkowski |
| El partido se jugará a puerta cerrada, debido a las sanciones de la UEFA contra la FA por los incidentes que protagonizaron sus hinchas en la final de la Eurocopa 2020. |            |         |        |                                                                                    |                                                                                    |

| 14 de junio de 2022 | Inglaterra | 0:4 (0:1) | Hungría                                   | Molineux Stadium, Wolverhampton                                               |                                                                               |
| 20:45 (UTC+2)       |            | Reporte   | - Sallai 16', 70' - Nagy 80' - Gazdag 89' | Asistencia: 28 839 espectadores Árbitro(s): Clément Turpin VAR: Willy Delajod | Asistencia: 28 839 espectadores Árbitro(s): Clément Turpin VAR: Willy Delajod |

| 23 de septiembre de 2022 | Italia        | 1:0 (0:0) | Inglaterra | San Siro, Milán                                                               |                                                                               |
| 20:45 (UTC+2)            | Raspadori 68' | Reporte   |            | Asistencia: 50 640 espectadores Árbitro(s): Gil Manzano VAR: Martínez Munuera | Asistencia: 50 640 espectadores Árbitro(s): Gil Manzano VAR: Martínez Munuera |

| 26 de septiembre de 2022 | Inglaterra                               | 3:3 (0:0) | Alemania                                 | Estadio de Wembley, Londres                                                    |                                                                                |
| 20:45 (UTC+2)            | - Shaw 72' - Mount 75' - Kane 83' (pen.) | Reporte   | - Gündoğan 52' (pen.) - Havertz 67', 87' | Asistencia: 78 949 espectadores Árbitro(s): Danny Makkelie VAR: Pol van Boekel | Asistencia: 78 949 espectadores Árbitro(s): Danny Makkelie VAR: Pol van Boekel |

## Plantel

### Lista de convocados
Entrenador:  Gareth Southgate
La lista final fue anunciada el 10 de noviembre de 2022.
| No. | Pos. | Jugador                | Fecha de nacimiento (edad)         | Apa. | Goles | Club                    |
| --- | ---- | ---------------------- | ---------------------------------- | ---- | ----- | ----------------------- |
| 1   | POR  | Jordan Pickford        | 7 de marzo de 1994 (28 años)       | 45   | 0     | Everton F. C.           |
| 2   | DEF  | Kyle Walker            | 28 de mayo de 1990 (32 años)       | 70   | 0     | Manchester City F. C.   |
| 3   | DEF  | Luke Shaw              | 12 de julio de 1995 (27 años)      | 23   | 3     | Manchester United F. C. |
| 4   | MED  | Declan Rice            | 14 de enero de 1999 (23 años)      | 34   | 2     | West Ham United F. C.   |
| 5   | DEF  | John Stones            | 28 de mayo de 1994 (28 años)       | 59   | 3     | Manchester City F. C.   |
| 6   | DEF  | Harry Maguire          | 5 de marzo de 1993 (29 años)       | 48   | 7     | Manchester United F. C. |
| 7   | DEL  | Jack Grealish          | 10 de septiembre de 1995 (27 años) | 24   | 1     | Manchester City F. C.   |
| 8   | MED  | Jordan Henderson       | 17 de junio de 1990 (32 años)      | 70   | 2     | Liverpool F. C.         |
| 9   | DEL  | Harry Kane             | 28 de julio de 1993 (29 años)      | 75   | 51    | Tottenham Hotspur F. C. |
| 10  | DEL  | Raheem Sterling        | 8 de diciembre de 1994 (27 años)   | 79   | 19    | Chelsea F. C.           |
| 11  | DEL  | Marcus Rashford        | 31 de octubre de 1997 (25 años)    | 46   | 12    | Manchester United F. C. |
| 12  | DEF  | Kieran Trippier        | 19 de septiembre de 1990 (32 años) | 37   | 1     | Newcastle United F. C.  |
| 13  | POR  | Nick Pope              | 19 de abril de 1992 (30 años)      | 10   | 0     | Newcastle United F. C.  |
| 14  | MED  | Kalvin Phillips        | 2 de diciembre de 1995 (26 años)   | 23   | 0     | Manchester City F. C.   |
| 15  | DEF  | Eric Dier              | 15 de enero de 1994 (28 años)      | 47   | 3     | Tottenham Hotspur F. C. |
| 16  | DEF  | Conor Coady            | 25 de febrero de 1993 (29 años)    | 10   | 1     | Everton F. C.           |
| 17  | DEL  | Bukayo Saka            | 5 de septiembre de 2001 (21 años)  | 20   | 4     | Arsenal F. C.           |
| 18  | DEF  | Trent Alexander-Arnold | 7 de octubre de 1998 (24 años)     | 17   | 1     | Liverpool F. C.         |
| 19  | MED  | Mason Mount            | 10 de enero de 1999 (23 años)      | 32   | 5     | Chelsea F. C.           |
| 20  | MED  | Phil Foden             | 28 de mayo de 2000 (22 años)       | 18   | 2     | Manchester City F. C.   |
| 21  | DEF  | Ben White              | 8 de octubre de 1997 (25 años)     | 4    | 0     | Arsenal F. C.           |
| 22  | MED  | Jude Bellingham        | 29 de junio de 2003 (19 años)      | 17   | 0     | Borussia Dortmund       |
| 23  | POR  | Aaron Ramsdale         | 14 de mayo de 1998 (24 años)       | 3    | 0     | Arsenal F. C.           |
| 24  | DEL  | Callum Wilson          | 27 de febrero de 1992 (30 años)    | 4    | 1     | Newcastle United F. C.  |
| 25  | MED  | James Maddison         | 23 de noviembre de 1996 (25 años)  | 1    | 0     | Leicester City F. C.    |
| 26  | MED  | Conor Gallagher        | 6 de febrero de 2000 (22 años)     | 4    | 0     | Chelsea F. C.           |

## Participación
- Los horarios son correspondientes a la hora local de Catar (UTC+3).

### Partidos
| Fecha           | Lugar | Instancia        | Local      |                       | Resultado |                           | Visitante      |
| --------------- | ----- | ---------------- | ---------- | --------------------- | --------- | ------------------------- | -------------- |
| 21 de noviembre | Rayán | Fase de grupos   | Inglaterra | Bandera de Inglaterra | 6:2 (3:0) | Bandera de Irán           | Irán           |
| 25 de noviembre | Jor   | Fase de grupos   | Inglaterra | Bandera de Inglaterra | 0:0       | Bandera de Estados Unidos | Estados Unidos |
| 29 de noviembre | Rayán | Fase de grupos   | Gales      | Bandera de Gales      | 0:3 (0:0) | Bandera de Inglaterra     | Inglaterra     |
| 4 de diciembre  | Jor   | Octavos de final | Inglaterra | Bandera de Inglaterra | 3:0 (2:0) | Bandera de Senegal        | Senegal        |
| 10 de diciembre | Jor   | Cuartos de final | Inglaterra | Bandera de Inglaterra | 1:2 (0:1) | Bandera de Francia        | Francia        |

### Fase de grupos - Grupo B
| Selección      | Pts | PJ | PG | PE | PP | GF | GC | Dif |
| -------------- | --- | -- | -- | -- | -- | -- | -- | --- |
| Inglaterra     | 7   | 3  | 2  | 1  | 0  | 9  | 2  | +7  |
| Estados Unidos | 5   | 3  | 1  | 2  | 0  | 2  | 1  | +1  |
| Irán           | 3   | 3  | 1  | 0  | 2  | 4  | 7  | –3  |
| Gales          | 1   | 3  | 0  | 1  | 2  | 1  | 6  | –5  |

|  | Clasificados a los octavos de final. |

#### Inglaterra vs. Irán
| 21 de noviembre | Inglaterra                                                                      | 6:2 (3:0) | Irán                      | Estadio Internacional Khalifa, Rayán                                           |                                                                                |
| 16:00           | - Bellingham 35' - Saka 43', 62' - Sterling 45+1' - Rashford 71' - Grealish 89' | Reporte   | Taremi 65', 90+13' (pen.) | Asistencia: 45 334 espectadores Árbitro(s): Raphael Claus VAR: Leodán González | Asistencia: 45 334 espectadores Árbitro(s): Raphael Claus VAR: Leodán González |

| 1          | Guardameta     | Jordan Pickford  |     |
| 3          | Defensa        | Luke Shaw        |     |
| 6          | Defensa        | Harry Maguire    | 70' |
| 5          | Defensa        | John Stones      |     |
| 12         | Defensa        | Kieran Trippier  |     |
| 4          | Centrocampista | Declan Rice      |     |
| 22         | Centrocampista | Jude Bellingham  |     |
| 10         | Centrocampista | Raheem Sterling  | 71' |
| 19         | Centrocampista | Mason Mount      | 71' |
| 17         | Centrocampista | Bukayo Saka      | 70' |
| 9          | Delantero      | Harry Kane       | 76' |
| Entrenador | Entrenador     | Gareth Southgate |     |

| 1          | Guardameta     | Alireza Beiranvand   | 15' |
| 5          | Defensa        | Milad Mohammadi      | 63' |
| 19         | Defensa        | Majid Hosseini       |     |
| 15         | Defensa        | Rouzbeh Cheshmi      | 46' |
| 2          | Defensa        | Sadegh Moharrami     |     |
| 18         | Centrocampista | Ali Karimi           | 46' |
| 3          | Centrocampista | Ehsan Hajsafi        |     |
| 21         | Centrocampista | Ahmad Nourollahi     | 77' |
| 8          | Delantero      | Morteza Pouraliganji |     |
| 9          | Delantero      | Mehdi Taremi         |     |
| 7          | Delantero      | Alireza Jahanbakhsh  | 46' |
| Entrenador | Entrenador     | Carlos Queiroz       |     |

| 15 | Defensa        | Eric Dier       | 70' |
| 11 | Delantero      | Marcus Rashford | 70' |
| 7  | Delantero      | Jack Grealish   | 71' |
| 20 | Centrocampista | Phil Foden      | 71' |
| 24 | Delantero      | Callum Wilson   | 76' |

| 24 | Guardameta     | Hossein Hosseini       | 15' |
| 6  | Centrocampista | Saeid Ezatolahi        | 46' |
| 13 | Defensa        | Hossein Kanaanizadegan | 46' |
| 17 | Centrocampista | Ali Gholizadeh         | 46' |
| 16 | Centrocampista | Mehdi Torabi           | 63' |
| 20 | Delantero      | Sardar Azmoun          | 77' |

| Anotado | 35'   | Jude Bellingham | 1–0 |
| Anotado | 43'   | Bukayo Saka     | 2–0 |
| Anotado | 45+1' | Raheem Sterling | 3–0 |
| Anotado | 62'   | Bukayo Saka     | 4–0 |
| Anotado | 71'   | Marcus Rashford | 5–1 |
| Anotado | 89'   | Jack Grealish   | 6–1 |

| Anotado         | 65'    | Mehdi Taremi | 4–1 |
| Anotado · Penal | 90+13' | Mehdi Taremi | 6–2 |

| Amonestado | 25' | Alireza Jahanbakhsh  |
| Amonestado | 48' | Morteza Pouraliganji |

| Árbitro             | Raphael Claus         |
| Árbitros asistentes | Rodrigo Figueiredo    |
| Árbitros asistentes | Danilo Manis          |
| Cuarto árbitro      | Kevin Ortega          |
| Quinto árbitro      | Michael Orué          |
| VAR                 | Leodán González       |
| Adicionales VAR     | Julio Bascuñán        |
| Adicionales VAR     | Martín Soppi          |
| Adicionales VAR     | Juan Martínez Munuera |
| Adicionales VAR     | Juan Pablo Belatti    |

| 1          | Guardameta     | Jordan Pickford  |     |
| 3          | Defensa        | Luke Shaw        |     |
| 6          | Defensa        | Harry Maguire    | 70' |
| 5          | Defensa        | John Stones      |     |
| 12         | Defensa        | Kieran Trippier  |     |
| 4          | Centrocampista | Declan Rice      |     |
| 22         | Centrocampista | Jude Bellingham  |     |
| 10         | Centrocampista | Raheem Sterling  | 71' |
| 19         | Centrocampista | Mason Mount      | 71' |
| 17         | Centrocampista | Bukayo Saka      | 70' |
| 9          | Delantero      | Harry Kane       | 76' |
| Entrenador | Entrenador     | Gareth Southgate |     |

| 1          | Guardameta     | Alireza Beiranvand   | 15' |
| 5          | Defensa        | Milad Mohammadi      | 63' |
| 19         | Defensa        | Majid Hosseini       |     |
| 15         | Defensa        | Rouzbeh Cheshmi      | 46' |
| 2          | Defensa        | Sadegh Moharrami     |     |
| 18         | Centrocampista | Ali Karimi           | 46' |
| 3          | Centrocampista | Ehsan Hajsafi        |     |
| 21         | Centrocampista | Ahmad Nourollahi     | 77' |
| 8          | Delantero      | Morteza Pouraliganji |     |
| 9          | Delantero      | Mehdi Taremi         |     |
| 7          | Delantero      | Alireza Jahanbakhsh  | 46' |
| Entrenador | Entrenador     | Carlos Queiroz       |     |

| 15 | Defensa        | Eric Dier       | 70' |
| 11 | Delantero      | Marcus Rashford | 70' |
| 7  | Delantero      | Jack Grealish   | 71' |
| 20 | Centrocampista | Phil Foden      | 71' |
| 24 | Delantero      | Callum Wilson   | 76' |

| 24 | Guardameta     | Hossein Hosseini       | 15' |
| 6  | Centrocampista | Saeid Ezatolahi        | 46' |
| 13 | Defensa        | Hossein Kanaanizadegan | 46' |
| 17 | Centrocampista | Ali Gholizadeh         | 46' |
| 16 | Centrocampista | Mehdi Torabi           | 63' |
| 20 | Delantero      | Sardar Azmoun          | 77' |

| Anotado | 35'   | Jude Bellingham | 1–0 |
| Anotado | 43'   | Bukayo Saka     | 2–0 |
| Anotado | 45+1' | Raheem Sterling | 3–0 |
| Anotado | 62'   | Bukayo Saka     | 4–0 |
| Anotado | 71'   | Marcus Rashford | 5–1 |
| Anotado | 89'   | Jack Grealish   | 6–1 |

| Anotado         | 65'    | Mehdi Taremi | 4–1 |
| Anotado · Penal | 90+13' | Mehdi Taremi | 6–2 |

| Amonestado | 25' | Alireza Jahanbakhsh  |
| Amonestado | 48' | Morteza Pouraliganji |

| Árbitro             | Raphael Claus         |
| Árbitros asistentes | Rodrigo Figueiredo    |
| Árbitros asistentes | Danilo Manis          |
| Cuarto árbitro      | Kevin Ortega          |
| Quinto árbitro      | Michael Orué          |
| VAR                 | Leodán González       |
| Adicionales VAR     | Julio Bascuñán        |
| Adicionales VAR     | Martín Soppi          |
| Adicionales VAR     | Juan Martínez Munuera |
| Adicionales VAR     | Juan Pablo Belatti    |

| \| Estadísticas \| \| \| \| Tiros \| 13 \| 8 \| \| Tiros a puerta \| 7 \| 3 \| \| Faltas \| 9 \| 14 \| \| Saques de esquina \| 8 \| 0 \| \| Penaltis \| 0 \| 1 \| \| Fueras de juego \| 2 \| 2 \| \| Posesión de balón \| 79% \| 21% \| | Alineación inicial    |                 |
| Estadísticas | Bandera de Inglaterra | Bandera de Irán |
| Tiros | 13                    | 8               |
| Tiros a puerta | 7                     | 3               |
| Faltas | 9                     | 14              |
| Saques de esquina | 8                     | 0               |
| Penaltis | 0                     | 1               |
| Fueras de juego | 2                     | 2               |
| Posesión de balón | 79%                   | 21%             |

#### Inglaterra vs. Estados Unidos
| 25 de noviembre | Inglaterra | 0:0     | Estados Unidos | Estadio Al Bayt, Jor                                                        |                                                                             |
| 22:00           |            | Reporte |                | Asistencia: 68 463 espectadores Árbitro(s): Jesús Valenzuela VAR: Juan Soto | Asistencia: 68 463 espectadores Árbitro(s): Jesús Valenzuela VAR: Juan Soto |

| 1          | Guardameta     | Jordan Pickford  |     |
| 3          | Defensa        | Luke Shaw        |     |
| 6          | Defensa        | Harry Maguire    |     |
| 5          | Defensa        | John Stones      |     |
| 12         | Defensa        | Kieran Trippier  |     |
| 22         | Centrocampista | Jude Bellingham  | 69' |
| 4          | Centrocampista | Declan Rice      |     |
| 19         | Centrocampista | Mason Mount      |     |
| 17         | Delantero      | Bukayo Saka      | 78' |
| 9          | Delantero      | Harry Kane       |     |
| 10         | Delantero      | Raheem Sterling  | 68' |
| Entrenador | Entrenador     | Gareth Southgate |     |

| 1          | Guardameta     | Matt Turner       |     |
| 2          | Defensa        | Sergiño Dest      | 78' |
| 3          | Defensa        | Walker Zimmerman  |     |
| 13         | Defensa        | Tim Ream          |     |
| 5          | Defensa        | Antonee Robinson  |     |
| 8          | Centrocampista | Weston McKennie   | 77' |
| 4          | Centrocampista | Tyler Adams       |     |
| 6          | Centrocampista | Yunus Musah       |     |
| 21         | Delantero      | Timothy Weah      | 83' |
| 19         | Delantero      | Haji Wright       | 83' |
| 10         | Delantero      | Christian Pulisic |     |
| Entrenador | Entrenador     | Gregg Berhalter   |     |

| 7  | Delantero      | Jack Grealish    | 68' |
| 8  | Centrocampista | Jordan Henderson | 69' |
| 11 | Delantero      | Marcus Rashford  | 78' |

| 11 | Delantero | Brenden Aaronson | 77' |
| 18 | Defensa   | Shaquell Moore   | 78' |
| 7  | Delantero | Giovanni Reyna   | 83' |
| 24 | Delantero | Josh Sargent     | 83' |

| Árbitro             | Jesús Valenzuela    |
| Árbitros asistentes | Jorge Urrego        |
| Árbitros asistentes | Tulio Moreno        |
| Cuarto árbitro      | Yoshimi Yamashita   |
| Quinto árbitro      | Neuza Back          |
| VAR                 | Juan Soto           |
| Adicionales VAR     | Nicolás Gallo       |
| Adicionales VAR     | Diego Bonfá         |
| Adicionales VAR     | Julio Bascuñán      |
| Adicionales VAR     | Ezequiel Brailovsky |

| 1          | Guardameta     | Jordan Pickford  |     |
| 3          | Defensa        | Luke Shaw        |     |
| 6          | Defensa        | Harry Maguire    |     |
| 5          | Defensa        | John Stones      |     |
| 12         | Defensa        | Kieran Trippier  |     |
| 22         | Centrocampista | Jude Bellingham  | 69' |
| 4          | Centrocampista | Declan Rice      |     |
| 19         | Centrocampista | Mason Mount      |     |
| 17         | Delantero      | Bukayo Saka      | 78' |
| 9          | Delantero      | Harry Kane       |     |
| 10         | Delantero      | Raheem Sterling  | 68' |
| Entrenador | Entrenador     | Gareth Southgate |     |

| 1          | Guardameta     | Matt Turner       |     |
| 2          | Defensa        | Sergiño Dest      | 78' |
| 3          | Defensa        | Walker Zimmerman  |     |
| 13         | Defensa        | Tim Ream          |     |
| 5          | Defensa        | Antonee Robinson  |     |
| 8          | Centrocampista | Weston McKennie   | 77' |
| 4          | Centrocampista | Tyler Adams       |     |
| 6          | Centrocampista | Yunus Musah       |     |
| 21         | Delantero      | Timothy Weah      | 83' |
| 19         | Delantero      | Haji Wright       | 83' |
| 10         | Delantero      | Christian Pulisic |     |
| Entrenador | Entrenador     | Gregg Berhalter   |     |

| 7  | Delantero      | Jack Grealish    | 68' |
| 8  | Centrocampista | Jordan Henderson | 69' |
| 11 | Delantero      | Marcus Rashford  | 78' |

| 11 | Delantero | Brenden Aaronson | 77' |
| 18 | Defensa   | Shaquell Moore   | 78' |
| 7  | Delantero | Giovanni Reyna   | 83' |
| 24 | Delantero | Josh Sargent     | 83' |

| Árbitro             | Jesús Valenzuela    |
| Árbitros asistentes | Jorge Urrego        |
| Árbitros asistentes | Tulio Moreno        |
| Cuarto árbitro      | Yoshimi Yamashita   |
| Quinto árbitro      | Neuza Back          |
| VAR                 | Juan Soto           |
| Adicionales VAR     | Nicolás Gallo       |
| Adicionales VAR     | Diego Bonfá         |
| Adicionales VAR     | Julio Bascuñán      |
| Adicionales VAR     | Ezequiel Brailovsky |

| \| Estadísticas \| \| \| \| Tiros \| 8 \| 10 \| \| Tiros a puerta \| 3 \| 1 \| \| Faltas \| 9 \| 15 \| \| Saques de esquina \| 3 \| 7 \| \| Penaltis \| 0 \| 0 \| \| Fueras de juego \| 1 \| 0 \| \| Posesión de balón \| 56% \| 44% \| | Alineación inicial    |                           |
| Estadísticas | Bandera de Inglaterra | Bandera de Estados Unidos |
| Tiros | 8                     | 10                        |
| Tiros a puerta | 3                     | 1                         |
| Faltas | 9                     | 15                        |
| Saques de esquina | 3                     | 7                         |
| Penaltis | 0                     | 0                         |
| Fueras de juego | 1                     | 0                         |
| Posesión de balón | 56%                   | 44%                       |

#### Gales vs. Inglaterra
| 29 de noviembre | Gales | 0:3 (0:0) | Inglaterra                      | Estadio Áhmad bin Ali, Rayán                                               |                                                                            |
| 22:00           |       | Reporte   | - Rashford 50', 68' - Foden 51' | Asistencia: 44 297 espectadores Árbitro(s): Slavko Vinčić VAR: Marco Fritz | Asistencia: 44 297 espectadores Árbitro(s): Slavko Vinčić VAR: Marco Fritz |

| 12         | Guardameta     | Danny Ward    |     |
| 3          | Defensa        | Neco Williams | 36' |
| 5          | Defensa        | Chris Mepham  |     |
| 6          | Defensa        | Joe Rodon     |     |
| 4          | Defensa        | Ben Davies    | 59' |
| 10         | Centrocampista | Aaron Ramsey  |     |
| 15         | Centrocampista | Ethan Ampadu  |     |
| 8          | Centrocampista | Joe Allen     | 81' |
| 11         | Delantero      | Gareth Bale   | 46' |
| 13         | Delantero      | Kieffer Moore |     |
| 20         | Delantero      | Daniel James  | 77' |
| Entrenador | Entrenador     | Rob Page      |     |

| 1          | Guardameta     | Jordan Pickford  |     |
| 2          | Defensa        | Kyle Walker      | 57' |
| 5          | Defensa        | John Stones      |     |
| 6          | Defensa        | Harry Maguire    |     |
| 3          | Defensa        | Luke Shaw        | 65' |
| 8          | Centrocampista | Jordan Henderson |     |
| 4          | Centrocampista | Declan Rice      | 58' |
| 22         | Centrocampista | Jude Bellingham  |     |
| 20         | Delantero      | Phil Foden       |     |
| 9          | Delantero      | Harry Kane       | 57' |
| 11         | Delantero      | Marcus Rashford  | 76' |
| Entrenador | Entrenador     | Gareth Southgate |     |

| 14 | Centrocampista | Connor Roberts  | 36' |
| 9  | Delantero      | Brennan Johnson | 46' |
| 16 | Centrocampista | Joe Morrell     | 59' |
| 8  | Centrocampista | Harry Wilson    | 77' |
| 25 | Defensa        | Rubin Colwill   | 81' |

| 18 | Defensa        | Trent Alexander-Arnold | 57' |
| 24 | Delantero      | Callum Wilson          | 57' |
| 14 | Centrocampista | Kalvin Phillips        | 58' |
| 12 | Defensa        | Kieran Trippier        | 65' |
| 7  | Delantero      | Jack Grealish          | 76' |

| Anotado | 50' | Marcus Rashford | 0–1 |
| Anotado | 51' | Phil Foden      | 0–2 |
| Anotado | 68' | Marcus Rashford | 0–3 |

| Amonestado | 29' | Daniel James |
| Amonestado | 61' | Aaron Ramsey |

| Árbitro             | Slavko Vinčić     |
| Árbitros asistentes | Tomaž Klančnik    |
| Árbitros asistentes | Andraž Kovačič    |
| Cuarto árbitro      | Yoshimi Yamashita |
| Quinto árbitro      | Karen Díaz        |
| VAR                 | Marco Fritz       |
| Adicionales VAR     | Paolo Valeri      |
| Adicionales VAR     | Paweł Sokolnicki  |
| Adicionales VAR     | Bastian Dankert   |
| Adicionales VAR     | Vasile Marinescu  |

| 12         | Guardameta     | Danny Ward    |     |
| 3          | Defensa        | Neco Williams | 36' |
| 5          | Defensa        | Chris Mepham  |     |
| 6          | Defensa        | Joe Rodon     |     |
| 4          | Defensa        | Ben Davies    | 59' |
| 10         | Centrocampista | Aaron Ramsey  |     |
| 15         | Centrocampista | Ethan Ampadu  |     |
| 8          | Centrocampista | Joe Allen     | 81' |
| 11         | Delantero      | Gareth Bale   | 46' |
| 13         | Delantero      | Kieffer Moore |     |
| 20         | Delantero      | Daniel James  | 77' |
| Entrenador | Entrenador     | Rob Page      |     |

| 1          | Guardameta     | Jordan Pickford  |     |
| 2          | Defensa        | Kyle Walker      | 57' |
| 5          | Defensa        | John Stones      |     |
| 6          | Defensa        | Harry Maguire    |     |
| 3          | Defensa        | Luke Shaw        | 65' |
| 8          | Centrocampista | Jordan Henderson |     |
| 4          | Centrocampista | Declan Rice      | 58' |
| 22         | Centrocampista | Jude Bellingham  |     |
| 20         | Delantero      | Phil Foden       |     |
| 9          | Delantero      | Harry Kane       | 57' |
| 11         | Delantero      | Marcus Rashford  | 76' |
| Entrenador | Entrenador     | Gareth Southgate |     |

| 14 | Centrocampista | Connor Roberts  | 36' |
| 9  | Delantero      | Brennan Johnson | 46' |
| 16 | Centrocampista | Joe Morrell     | 59' |
| 8  | Centrocampista | Harry Wilson    | 77' |
| 25 | Defensa        | Rubin Colwill   | 81' |

| 18 | Defensa        | Trent Alexander-Arnold | 57' |
| 24 | Delantero      | Callum Wilson          | 57' |
| 14 | Centrocampista | Kalvin Phillips        | 58' |
| 12 | Defensa        | Kieran Trippier        | 65' |
| 7  | Delantero      | Jack Grealish          | 76' |

| Anotado | 50' | Marcus Rashford | 0–1 |
| Anotado | 51' | Phil Foden      | 0–2 |
| Anotado | 68' | Marcus Rashford | 0–3 |

| Amonestado | 29' | Daniel James |
| Amonestado | 61' | Aaron Ramsey |

| Árbitro             | Slavko Vinčić     |
| Árbitros asistentes | Tomaž Klančnik    |
| Árbitros asistentes | Andraž Kovačič    |
| Cuarto árbitro      | Yoshimi Yamashita |
| Quinto árbitro      | Karen Díaz        |
| VAR                 | Marco Fritz       |
| Adicionales VAR     | Paolo Valeri      |
| Adicionales VAR     | Paweł Sokolnicki  |
| Adicionales VAR     | Bastian Dankert   |
| Adicionales VAR     | Vasile Marinescu  |

| \| Estadísticas \| \| \| \| Tiros \| 7 \| 18 \| \| Tiros a puerta \| 1 \| 7 \| \| Faltas \| 16 \| 9 \| \| Saques de esquina \| 1 \| 6 \| \| Penaltis \| 0 \| 0 \| \| Fueras de juego \| 1 \| 1 \| \| Posesión de balón \| 35% \| 65% \| | Alineación inicial |                       |
| Estadísticas | Bandera de Gales   | Bandera de Inglaterra |
| Tiros | 7                  | 18                    |
| Tiros a puerta | 1                  | 7                     |
| Faltas | 16                 | 9                     |
| Saques de esquina | 1                  | 6                     |
| Penaltis | 0                  | 0                     |
| Fueras de juego | 1                  | 1                     |
| Posesión de balón | 35%                | 65%                   |

### Octavos de final

#### Inglaterra vs. Senegal
| 4 de diciembre | Inglaterra                              | 3:0 (2:0) | Senegal | Estadio Al Bayt, Jor                                                      |                                                                           |
| 22:00          | - Henderson 38' - Kane 45+3' - Saka 57' | Reporte   |         | Asistencia: 65 985 espectadores Árbitro(s): Iván Barton VAR: Drew Fischer | Asistencia: 65 985 espectadores Árbitro(s): Iván Barton VAR: Drew Fischer |

| 1          | Guardameta     | Jordan Pickford  |     |
| 2          | Defensa        | Kyle Walker      |     |
| 5          | Defensa        | John Stones      | 77' |
| 6          | Defensa        | Harry Maguire    |     |
| 3          | Defensa        | Luke Shaw        |     |
| 8          | Centrocampista | Jordan Henderson | 82' |
| 4          | Centrocampista | Declan Rice      |     |
| 22         | Centrocampista | Jude Bellingham  | 76' |
| 17         | Delantero      | Bukayo Saka      | 65' |
| 9          | Delantero      | Harry Kane       |     |
| 20         | Delantero      | Phil Foden       | 65' |
| Entrenador | Entrenador     | Gareth Southgate |     |

| 16         | Guardameta     | Édouard Mendy     |     |
| 21         | Defensa        | Youssouf Sabaly   |     |
| 3          | Defensa        | Kalidou Koulibaly |     |
| 22         | Defensa        | Abdou Diallo      |     |
| 14         | Defensa        | Ismail Jakobs     | 84' |
| 11         | Centrocampista | Pathé Ciss        | 46' |
| 6          | Centrocampista | Nampalys Mendy    |     |
| 13         | Centrocampista | Iliman Ndiaye     | 46' |
| 15         | Centrocampista | Krépin Diatta     | 46' |
| 18         | Centrocampista | Ismaïla Sarr      |     |
| 9          | Delantero      | Boulaye Dia       | 72' |
| Entrenador | Entrenador     | Aliou Cissé       |     |

| 7  | Delantero      | Jack Grealish   | 65' |
| 11 | Delantero      | Marcus Rashford | 65' |
| 19 | Centrocampista | Mason Mount     | 76' |
| 15 | Defensa        | Eric Dier       | 77' |
| 14 | Centrocampista | Kalvin Phillips | 82' |

| 17 | Centrocampista | Pape Matar Sarr  | 46' |
| 26 | Centrocampista | Pape Gueye       | 46' |
| 20 | Delantero      | Bamba Dieng      | 46' |
| 19 | Delantero      | Famara Diédhiou  | 72' |
| 12 | Defensa        | Fodé Ballo-Touré | 84' |

| Anotado | 38'   | Jordan Henderson | 1–0 |
| Anotado | 45+3' | Harry Kane       | 2–0 |
| Anotado | 57'   | Bukayo Saka      | 3–0 |

| Amonestado | 76' | Kalidou Koulibaly |

| Árbitro             | Iván Barton           |
| Árbitros asistentes | David Morán           |
| Árbitros asistentes | Kathryn Nesbitt       |
| Cuarto árbitro      | Said Martínez         |
| Quinto árbitro      | Helpys Raymundo Feliz |
| VAR                 | Drew Fischer          |
| Adicionales VAR     | Armando Villarreal    |
| Adicionales VAR     | Ashley Beecham        |
| Adicionales VAR     | Nicolás Gallo         |
| Adicionales VAR     | Anton Shchetinin      |

| 1          | Guardameta     | Jordan Pickford  |     |
| 2          | Defensa        | Kyle Walker      |     |
| 5          | Defensa        | John Stones      | 77' |
| 6          | Defensa        | Harry Maguire    |     |
| 3          | Defensa        | Luke Shaw        |     |
| 8          | Centrocampista | Jordan Henderson | 82' |
| 4          | Centrocampista | Declan Rice      |     |
| 22         | Centrocampista | Jude Bellingham  | 76' |
| 17         | Delantero      | Bukayo Saka      | 65' |
| 9          | Delantero      | Harry Kane       |     |
| 20         | Delantero      | Phil Foden       | 65' |
| Entrenador | Entrenador     | Gareth Southgate |     |

| 16         | Guardameta     | Édouard Mendy     |     |
| 21         | Defensa        | Youssouf Sabaly   |     |
| 3          | Defensa        | Kalidou Koulibaly |     |
| 22         | Defensa        | Abdou Diallo      |     |
| 14         | Defensa        | Ismail Jakobs     | 84' |
| 11         | Centrocampista | Pathé Ciss        | 46' |
| 6          | Centrocampista | Nampalys Mendy    |     |
| 13         | Centrocampista | Iliman Ndiaye     | 46' |
| 15         | Centrocampista | Krépin Diatta     | 46' |
| 18         | Centrocampista | Ismaïla Sarr      |     |
| 9          | Delantero      | Boulaye Dia       | 72' |
| Entrenador | Entrenador     | Aliou Cissé       |     |

| 7  | Delantero      | Jack Grealish   | 65' |
| 11 | Delantero      | Marcus Rashford | 65' |
| 19 | Centrocampista | Mason Mount     | 76' |
| 15 | Defensa        | Eric Dier       | 77' |
| 14 | Centrocampista | Kalvin Phillips | 82' |

| 17 | Centrocampista | Pape Matar Sarr  | 46' |
| 26 | Centrocampista | Pape Gueye       | 46' |
| 20 | Delantero      | Bamba Dieng      | 46' |
| 19 | Delantero      | Famara Diédhiou  | 72' |
| 12 | Defensa        | Fodé Ballo-Touré | 84' |

| Anotado | 38'   | Jordan Henderson | 1–0 |
| Anotado | 45+3' | Harry Kane       | 2–0 |
| Anotado | 57'   | Bukayo Saka      | 3–0 |

| Amonestado | 76' | Kalidou Koulibaly |

| Árbitro             | Iván Barton           |
| Árbitros asistentes | David Morán           |
| Árbitros asistentes | Kathryn Nesbitt       |
| Cuarto árbitro      | Said Martínez         |
| Quinto árbitro      | Helpys Raymundo Feliz |
| VAR                 | Drew Fischer          |
| Adicionales VAR     | Armando Villarreal    |
| Adicionales VAR     | Ashley Beecham        |
| Adicionales VAR     | Nicolás Gallo         |
| Adicionales VAR     | Anton Shchetinin      |

| \| Estadísticas \| \| \| \| Tiros \| 8 \| 10 \| \| Tiros a puerta \| 4 \| 1 \| \| Faltas \| 16 \| 12 \| \| Saques de esquina \| 3 \| 3 \| \| Penaltis \| 0 \| 0 \| \| Fueras de juego \| 0 \| 0 \| \| Posesión de balón \| 62% \| 38% \| | Alineación inicial    |                    |
| Estadísticas | Bandera de Inglaterra | Bandera de Senegal |
| Tiros | 8                     | 10                 |
| Tiros a puerta | 4                     | 1                  |
| Faltas | 16                    | 12                 |
| Saques de esquina | 3                     | 3                  |
| Penaltis | 0                     | 0                  |
| Fueras de juego | 0                     | 0                  |
| Posesión de balón | 62%                   | 38%                |

### Cuartos de final

#### Inglaterra vs. Francia
| 10 de diciembre | Inglaterra      | 1:2 (0:1) | Francia                       | Estadio Al Bayt, Jor                                                          |                                                                               |
| 22:00           | Kane 54' (pen.) | Reporte   | - Tchouaméni 17' - Giroud 78' | Asistencia: 68 895 espectadores Árbitro(s): Wilton Sampaio VAR: Nicolás Gallo | Asistencia: 68 895 espectadores Árbitro(s): Wilton Sampaio VAR: Nicolás Gallo |

| 1          | Guardameta     | Jordan Pickford  |       |
| 2          | Defensa        | Kyle Walker      |       |
| 5          | Defensa        | John Stones      | 90+8' |
| 6          | Defensa        | Harry Maguire    |       |
| 3          | Defensa        | Luke Shaw        |       |
| 8          | Centrocampista | Jordan Henderson | 79'   |
| 4          | Centrocampista | Declan Rice      |       |
| 22         | Centrocampista | Jude Bellingham  |       |
| 17         | Delantero      | Bukayo Saka      | 79'   |
| 9          | Delantero      | Harry Kane       |       |
| 20         | Delantero      | Phil Foden       | 85'   |
| Entrenador | Entrenador     | Gareth Southgate |       |

| 1          | Guardameta     | Hugo Lloris         |     |
| 5          | Defensa        | Jules Koundé        |     |
| 4          | Defensa        | Raphaël Varane      |     |
| 18         | Defensa        | Dayot Upamecano     |     |
| 22         | Defensa        | Theo Hernández      |     |
| 8          | Centrocampista | Aurélien Tchouaméni |     |
| 14         | Centrocampista | Adrien Rabiot       |     |
| 11         | Centrocampista | Ousmane Dembélé     | 79' |
| 7          | Centrocampista | Antoine Griezmann   |     |
| 10         | Centrocampista | Kylian Mbappé       |     |
| 9          | Delantero      | Olivier Giroud      |     |
| Entrenador | Entrenador     | Didier Deschamps    |     |

| 19 | Centrocampista | Mason Mount     | 79'   |
| 10 | Delantero      | Raheem Sterling | 79'   |
| 11 | Delantero      | Marcus Rashford | 85'   |
| 7  | Delantero      | Jack Grealish   | 90+8' |

| 20 | Delantero | Kingsley Coman | 79' |

| Anotado · Penal | 54' | Harry Kane | 1–1 |

| Anotado | 17' | Aurélien Tchouaméni | 1–0 |
| Anotado | 78' | Olivier Giroud      | 1–2 |

| Amonestado | 89' | Harry Maguire |

| Amonestado | 43' | Antoine Griezmann |
| Amonestado | 46' | Ousmane Dembélé   |
| Amonestado | 82' | Theo Hernández    |

| Árbitro             | Wilton Sampaio                     |
| Árbitros asistentes | Bruno Boschilia                    |
| Árbitros asistentes | Bruno Pires                        |
| Cuarto árbitro      | Mohammed Abdulla Hassan Mohamed    |
| Quinto árbitro      | Mohamed Al-Hammadi                 |
| VAR                 | Nicolás Gallo                      |
| Adicionales VAR     | Juan Martínez Munuera              |
| Adicionales VAR     | Neuza Back                         |
| Adicionales VAR     | Alejandro José Hernández Hernández |
| Adicionales VAR     | Ciro Carbone                       |
| Adicionales VAR     | Paolo Valeri                       |

| 1          | Guardameta     | Jordan Pickford  |       |
| 2          | Defensa        | Kyle Walker      |       |
| 5          | Defensa        | John Stones      | 90+8' |
| 6          | Defensa        | Harry Maguire    |       |
| 3          | Defensa        | Luke Shaw        |       |
| 8          | Centrocampista | Jordan Henderson | 79'   |
| 4          | Centrocampista | Declan Rice      |       |
| 22         | Centrocampista | Jude Bellingham  |       |
| 17         | Delantero      | Bukayo Saka      | 79'   |
| 9          | Delantero      | Harry Kane       |       |
| 20         | Delantero      | Phil Foden       | 85'   |
| Entrenador | Entrenador     | Gareth Southgate |       |

| 1          | Guardameta     | Hugo Lloris         |     |
| 5          | Defensa        | Jules Koundé        |     |
| 4          | Defensa        | Raphaël Varane      |     |
| 18         | Defensa        | Dayot Upamecano     |     |
| 22         | Defensa        | Theo Hernández      |     |
| 8          | Centrocampista | Aurélien Tchouaméni |     |
| 14         | Centrocampista | Adrien Rabiot       |     |
| 11         | Centrocampista | Ousmane Dembélé     | 79' |
| 7          | Centrocampista | Antoine Griezmann   |     |
| 10         | Centrocampista | Kylian Mbappé       |     |
| 9          | Delantero      | Olivier Giroud      |     |
| Entrenador | Entrenador     | Didier Deschamps    |     |

| 19 | Centrocampista | Mason Mount     | 79'   |
| 10 | Delantero      | Raheem Sterling | 79'   |
| 11 | Delantero      | Marcus Rashford | 85'   |
| 7  | Delantero      | Jack Grealish   | 90+8' |

| 20 | Delantero | Kingsley Coman | 79' |

| Anotado · Penal | 54' | Harry Kane | 1–1 |

| Anotado | 17' | Aurélien Tchouaméni | 1–0 |
| Anotado | 78' | Olivier Giroud      | 1–2 |

| Amonestado | 89' | Harry Maguire |

| Amonestado | 43' | Antoine Griezmann |
| Amonestado | 46' | Ousmane Dembélé   |
| Amonestado | 82' | Theo Hernández    |

| Árbitro             | Wilton Sampaio                     |
| Árbitros asistentes | Bruno Boschilia                    |
| Árbitros asistentes | Bruno Pires                        |
| Cuarto árbitro      | Mohammed Abdulla Hassan Mohamed    |
| Quinto árbitro      | Mohamed Al-Hammadi                 |
| VAR                 | Nicolás Gallo                      |
| Adicionales VAR     | Juan Martínez Munuera              |
| Adicionales VAR     | Neuza Back                         |
| Adicionales VAR     | Alejandro José Hernández Hernández |
| Adicionales VAR     | Ciro Carbone                       |
| Adicionales VAR     | Paolo Valeri                       |

| \| Estadísticas \| \| \| \| Tiros \| 16 \| 8 \| \| Tiros a puerta \| 8 \| 5 \| \| Faltas \| 10 \| 14 \| \| Saques de esquina \| 5 \| 2 \| \| Penaltis \| 2 \| 0 \| \| Fueras de juego \| 1 \| 2 \| \| Posesión de balón \| 58% \| 42% \| | Alineación inicial    |                    |
| Estadísticas | Bandera de Inglaterra | Bandera de Francia |
| Tiros | 16                    | 8                  |
| Tiros a puerta | 8                     | 5                  |
| Faltas | 10                    | 14                 |
| Saques de esquina | 5                     | 2                  |
| Penaltis | 2                     | 0                  |
| Fueras de juego | 1                     | 2                  |
| Posesión de balón | 58%                   | 42%                |

## Estadísticas

### Participación de jugadores
| N.° | Pos        | Jugador         | PJ | Minutos jugados | Goles recibidos | Atajos | Tarjetas amarillas | Doble tarjeta amarilla y roja | Tarjetas rojas |
| --- | ---------- | --------------- | -- | --------------- | --------------- | ------ | ------------------ | ----------------------------- | -------------- |
| 1   | Guardameta | Jordan Pickford | 5  | 450             | 4               | 7      | 0                  | 0                             | 0              |
| 13  | Guardameta | Nick Pope       | 0  | 0               | 0               | 0      | 0                  | 0                             | 0              |
| 23  | Guardameta | Aaron Ramsdale  | 0  | 0               | 0               | 0      | 0                  | 0                             | 0              |

| N.° | Pos            | Jugador                | PJ | Minutos jugados | Goles | Asistencias | Tarjetas Amarillas | Doble tarjeta amarilla y roja | Tarjetas rojas |
| --- | -------------- | ---------------------- | -- | --------------- | ----- | ----------- | ------------------ | ----------------------------- | -------------- |
| 2   | Defensa        | Kyle Walker            | 3  | 237             | 0     | 0           | 0                  | 0                             | 0              |
| 3   | Defensa        | Luke Shaw              | 5  | 425             | 0     | 1           | 0                  | 0                             | 0              |
| 4   | Centrocampista | Declan Rice            | 5  | 418             | 0     | 0           | 0                  | 0                             | 0              |
| 5   | Defensa        | John Stones            | 5  | 437             | 0     | 0           | 0                  | 0                             | 0              |
| 6   | Defensa        | Harry Maguire          | 5  | 430             | 0     | 1           | 1                  | 0                             | 0              |
| 7   | Delantero      | Jack Grealish          | 5  | 80              | 1     | 0           | 0                  | 0                             | 0              |
| 8   | Centrocampista | Jordan Henderson       | 4  | 283             | 1     | 0           | 0                  | 0                             | 0              |
| 9   | Delantero      | Harry Kane             | 5  | 404             | 2     | 3           | 0                  | 0                             | 0              |
| 10  | Delantero      | Raheem Sterling        | 3  | 150             | 1     | 1           | 0                  | 0                             | 0              |
| 11  | Delantero      | Marcus Rashford        | 5  | 137             | 3     | 0           | 0                  | 0                             | 0              |
| 12  | Defensa        | Kieran Trippier        | 3  | 205             | 0     | 0           | 0                  | 0                             | 0              |
| 14  | Centrocampista | Kalvin Phillips        | 2  | 40              | 0     | 1           | 0                  | 0                             | 0              |
| 15  | Defensa        | Eric Dier              | 2  | 33              | 0     | 0           | 0                  | 0                             | 0              |
| 16  | Defensa        | Conor Coady            | 0  | 0               | 0     | 0           | 0                  | 0                             | 0              |
| 17  | Delantero      | Bukayo Saka            | 4  | 304             | 3     | 0           | 0                  | 0                             | 0              |
| 18  | Defensa        | Trent Alexander-Arnold | 1  | 33              | 0     | 0           | 0                  | 0                             | 0              |
| 19  | Centrocampista | Mason Mount            | 4  | 186             | 0     | 0           | 0                  | 0                             | 0              |
| 20  | Centrocampista | Phil Foden             | 4  | 259             | 1     | 2           | 0                  | 0                             | 0              |
| 21  | Defensa        | Ben White              | 0  | 0               | 0     | 0           | 0                  | 0                             | 0              |
| 22  | Centrocampista | Jude Bellingham        | 5  | 415             | 1     | 1           | 0                  | 0                             | 0              |
| 24  | Delantero      | Callum Wilson          | 2  | 46              | 0     | 1           | 0                  | 0                             | 0              |
| 25  | Centrocampista | James Maddison         | 0  | 0               | 0     | 0           | 0                  | 0                             | 0              |
| 26  | Centrocampista | Conor Gallagher        | 0  | 0               | 0     | 0           | 0                  | 0                             | 0              |

### Goleadores
| N.°   | Jugador          | Anotado | PJ | Prom. | Jugada | Cabeza | TL | Penal |
| ----- | ---------------- | ------- | -- | ----- | ------ | ------ | -- | ----- |
| 1     | Bukayo Saka      | 3       | 4  | 0.75  | 3      | 0      | 0  | 0     |
| 2     | Marcus Rashford  | 3       | 5  | 0.6   | 2      | 0      | 1  | 0     |
| 3     | Harry Kane       | 2       | 5  | 0.4   | 1      | 0      | 0  | 1     |
| 4     | Raheem Sterling  | 1       | 3  | 0.33  | 1      | 0      | 0  | 0     |
| 5     | Phil Foden       | 1       | 4  | 0.25  | 1      | 0      | 0  | 0     |
| 6     | Jordan Henderson | 1       | 4  | 0.25  | 1      | 0      | 0  | 0     |
| 7     | Jack Grealish    | 1       | 5  | 0.2   | 1      | 0      | 0  | 0     |
| 8     | Jude Bellingham  | 1       | 5  | 0.2   | 0      | 1      | 0  | 0     |
| Total | Total            | 13      | 5  | 2.6   | 10     | 1      | 1  | 1     |

### Asistencias
| N.°   | Jugador         | Asistencia | Jugada | Cabeza | TL | SdE |
| ----- | --------------- | ---------- | ------ | ------ | -- | --- |
| 1     | Harry Kane      | 3          | 3      | 0      | 0  | 0   |
| 2     | Phil Foden      | 2          | 2      | 0      | 0  | 0   |
| 2     | Callum Wilson   | 1          | 1      | 0      | 0  | 0   |
| 3     | Luke Shaw       | 1          | 1      | 0      | 0  | 0   |
| 4     | Harry Maguire   | 1          | 1      | 0      | 0  | 0   |
| 5     | Raheem Sterling | 1          | 1      | 0      | 0  | 0   |
| 6     | Kalvin Phillips | 1          | 1      | 0      | 0  | 0   |
| 6     | Jude Bellingham | 1          | 1      | 0      | 0  | 0   |
| Total | Total           | 11         | 11     | 0      | 0  | 0   |

### Tarjetas disciplinarias
| N.°   | Jugador       | Amonestado | Otorgado · Expulsado | Expulsado | Sanción |
| ----- | ------------- | ---------- | -------------------- | --------- | ------- |
| 1     | Harry Maguire | 1          | 0                    | 0         |         |
| Total | Total         | 1          | 0                    | 0         |         |